# Cristina Tisot
Cristina Tisot (23 agosto 1954) è un'ex sciatrice alpina italiana.
In seguito al matrimonio con Franco Arrigoni, allenatore di sci alpino e suo tecnico ai tempi della nazionale, è indicata anche come Cristina Tisot-Arrigoni.

## Biografia
Sciatrice polivalente originaria di Fiera di Primiero, Cristina Tisot ottenne il primo risultato di rilievo in Coppa del Mondo il 23 marzo 1973 a Heavenly Valley, classificandosi 8ª in slalom gigante; l'anno dopo prese parte ai Mondiali di Sankt Moritz 1974, chiudendo 6ª nella discesa libera e 13ª nello slalom gigante. Nel 1975 ottenne il suo unico podio in Coppa del Mondo, 3ª nello slalom gigante di Naeba del 23 febbraio dietro ad Annemarie Moser-Pröll e a Monika Kaserer; in quella stessa stagione 1974-1975 in Coppa Europa fu 3ª nella classifica di slalom speciale. Il suo ultimo piazzamento di carriera fu il 9º posto ottenuto nello slalom speciale di Coppa del Mondo disputato a Les Gets il 14 gennaio 1976; non prese parte a rassegne olimpiche.

## Palmarès

### Coppa del Mondo
- Miglior piazzamento in classifica generale: 24ª nel 1975
- 1 podio:
  - 1 terzo posto

### Campionati italiani
- 6 medaglie[4]:
  - 2 ori (slalom speciale nel 1974; slalom gigante nel 1975)
  - 3 argenti (slalom speciale nel 1973; slalom gigante nel 1974; discesa libera nel 1975)
  - 1 bronzo (slalom speciale nel 1972)